# Filipe III de Hesse-Butzbach
Filipe III de Hesse-Butzbach (26 de dezembro de 1581 - 28 de abril de 1643) foi o único conde de Hesse-Butzbach, governando de 1609 até à morte.

## Família
Filipe foi o sexto filho do conde Jorge I de Hesse-Darmstadt e da condessa Madalena de Lippe. Entre os seus irmãos estava o conde Luís V de Hesse-Darmstadt. Os seus avós paternos eram o conde Filipe I de Hesse e a duquesa Cristina da Saxónia. Os seus avós maternos eram o conde Bernardo VIII de Lippe e da condessa Catarina de Waldeck–Eisenberg.

## Reinado
Quando o pai de Filipe morreu em 1596, o ducado de Hesse-Darmstadt foi dividido em três partes. Em Hesse-Darmstadt, tal como em muitos outros estados germânicos da época, vigorava a lei da progenitura, mas funcionava de forma diferente da clássica passagem de todos os títulos e territórios para o filho mais velho, visto que este era o sucessor do pai, mas os outros irmãos eram compensados com dinheiro. Quando o dinheiro não era suficiente, então estes eram compensados com terras.
Inicialmente, Filipe recebeu apenas o condado de Butzbach Butzbach com uma cidade e várias aldeias, mas foi conquistando outros territórios às suas terras ao longo do seu reinado, um plano que muitas vezes lhe custou indemnizações avultadas.
Filipe era um homem culto e muito viajado que era fluente em oito línguas. Era matemático, astrónomo, possuía uma valiosa biblioteca e construiu um observatório para os seus estudos do universo. Numa viagem à Itália conheceu Galileu de quem se tornou um grande amigo.
Morreu de febre durante uma viagem a Bad Ems.

## Casamentos
Filipe casou-se primeiro no dia 29 de julho de 1610 com a condessa Ana Margarida de Diepholz de quem não teve filhos. Após a morte da primeira esposa em 1629, voltou a casar-se no dia 2 de junho de 1632 com a condessa Cristina Sofia da Frísia Oriental. Também não teve filhos dela, por isso a linha de Hesse-Butzbach extinguiu-se.